# Осада Касселя
Осада Касселя (фр. Siège de Cassel) в марте 1761 года была неудачной попыткой герцога Фердинанда Брауншвейгского захватить удерживаемый французами Кассель, столицу ландграфства Гессен-Кассель. Брауншвейг снял осаду после того, как силы герцога де Брольи нанесли тяжелые потери его войскам в битве при Грюнберге, что сделало продолжение осады невозможным.
В разгар зимы 1761 года Фердинанд Брауншвейгский решил осуществить наступление на позиции французской армии, которая образовывала огромный полукруг, простиравшийся от Гёттингена до Везеля и оккупировала провинции Гессена. 11 февраля 1761 года он выступил четырьмя колоннами и обрушился на французские винтер-квартиры со всех сторон. Французы были встревожены и бежали, не оказав никакого сопротивления, причем более слабые позиции были оставлены одна за другой. В тылу наступавших войск Брауншвейга остались крепкие гарнизоны Касселя (насчитывал 10 000 человек), и Гёттингена — 7 500 человек.
Саксонские войска совместно с войсками Империи приложили все усилия, чтобы спасти положение, и это привело к кровавому сражению 15 февраля при Лангензальце, в котором саксонцы потерпели поражение от ганноверского генерала Шпёркена и потеряли 5000 человек.
Фердинанд Брауншвейгский расположил свою армию таким образом, что окружил Марбург и Цигенхайн и защищал осаждающих Кассель от любого нападения извне.
Осада Касселя была делом огромной трудности, так как он был хорошо снабжен продовольствием и имел большой гарнизон, которым командовал отважный и амбициозный офицер граф Брольи, брат французского маршала. Он приготовился к длительной обороне и заготовил запас соленой конины на случай крайней необходимости. Ничто не было упущено для защиты, даже прекрасные сады за городом были вырублены.
Осаждающие насчитывали 15 000 ганноверцев под командованием графа Липпе-Бюкебурга, первого артиллерийского офицера того времени. 1 марта были отрыты первые траншеи и отдан приказ направлять артиллерийский огонь не по городу, а только по его укреплениям, но из-за скудности запаса боеприпасов, вызванной непроходимостью дорог в зимний период, артиллерийский обстрел позиций противника не смог дать никакого результата. 7 марта осажденные силами двух батальонов совершили вылазку, в ходе которой засыпали параллель, проникли во вражеский лагерь и сожгли его, заклепали 6 орудий, разбили лафеты, сожгли запасы снаряжения, после чего вернулись в город, взяв пленными двух офицеров и 201 солдата. В свою очередь, 24 марта осаждающие заняли редут Варбург.
Осада продолжалась четыре недели, но после поражения Брауншвейга при Грюнберге и подхода деблокирующей французской армии Брольи все сильные позиции при Касселе, которые были взяты, были сданы, и осада закончилась. Фердинанд Брауншвейгский со своей армией отступил к Падерборну, и французы снова стали хозяевами всего Гессена.